# Campionat d'Espanya de motocròs 2011
La temporada de 2011 del Campionat d'Espanya de motocròs fou la 53a edició d'aquest campionat, organitzat per la Reial Federació Motociclista Espanyola.

## Classificació final

### MX2
| Posició | Pilot               | Motocicleta | Punts |
| ------- | ------------------- | ----------- | ----- |
| 1       | José Luis Martínez  | KTM         | ?     |
| 2       | Cristian Oliva      | ?           | ?     |
| 3       | Antonio José Ortuño | ?           | ?     |
| 4       | ?                   | ?           | ?     |
| 5       | ?                   | ?           | ?     |
| 6       | ?                   | ?           | ?     |
| 7       | ?                   | ?           | ?     |
| 8       | ?                   | ?           | ?     |
| 9       | ?                   | ?           | ?     |
| 10      | ?                   | ?           | ?     |

### MX Elite
| Posició | Pilot               | Motocicleta | Punts |
| ------- | ------------------- | ----------- | ----- |
| 1       | Jonathan Barragán   | Kawasaki    | ?     |
| 2       | Carlos Campano      | Yamaha      | ?     |
| 3       | José Antonio Butrón | ?           | ?     |
| 4       | Alvaro Lozano       | Yamaha      | ?     |
| 5       | ?                   | ?           | ?     |
| 6       | ?                   | ?           | ?     |
| 7       | ?                   | ?           | ?     |
| 8       | ?                   | ?           | ?     |
| 9       | ?                   | ?           | ?     |
| 10      | ?                   | ?           | ?     |

## Categories inferiors
Font:
| Campionat           | Guanyador       | Motocicleta |
| ------------------- | --------------- | ----------- |
| Trofeu Sub-18       | Francesc Mataró | Kawasaki    |
| Promeses 85cc       | Rubén Fernández | Suzuki      |
| Trofeu Alevins 65cc | Sergi Notario   | KTM         |